# Nicky Morgan
Nicola Ann Morgan (de soltera Griffith; nacida el 1 de octubre de 1972), conocida como Nicky Morgan, es una política británica que es actualmente Secretaria de Estado para la Cultura, Medios de Comunicación y Deporte desde julio de 2019 en el gabinete de Boris Johnson. Miembro del Partido Conservador, ha sido el miembro de parlamento (MP) por Loughborough desde las elecciones generales del Reino Unido de 2010. Morgan sirvió como Secretaria de Estado para la Educación y Ministra por Mujeres e Igualdad desde 2014 hasta 2016.
Anteriormente estuvo  Secretaria Económica al Tesoro desde octubre de 2013 hasta abril de 2014 y Secretaria Financiera al Tesoro desde abril hasta julio de 2014. En julio de 2017, Morgan fue elegida como presidenta del Comité Selecto de Tesorería después de las Elecciones generales de 2017.
Además de sus actividades políticas, Nicky Morgan forma parte del consejo de administración del Banco de Santander y es consultora del bufete de abogados Travers Smith y de la empresa de lobby y relaciones públicas Grayling. En noviembre de 2021 se convirtió en Presidenta de la Asociación de Aseguradores Británicos.

## Biografía
Morgan nació en Kingston upon Thames, al suroeste de Londres, el 10 de octubre de 1972 y creció en Surbiton. Morgan se afilió al Partido Conservador cuando era adolescente, en 1989[3]. Estudió jurisprudencia en el St Hugh's College de Oxford. Se presentó en dos ocasiones, sin éxito, a la presidencia de la Asociación Conservadora de la Universidad de Oxford, siendo derrotada en la segunda ocasión por Daniel Hannan, posteriormente destacado diputado conservador del Parlamento Europeo. También participó en la sociedad Oxford Union. Fue elegida tesorera, pero fracasó en su intento de presidirla.
Morgan se licenció en Derecho en 1994 y trabajó como abogada de empresa en Travers Smith, especializándose en fusiones y adquisiciones, antes de asumir un papel de asesora interna en asuntos de derecho corporativo. Fue presidenta de los Jóvenes Conservadores de Wessex de 1995 a 1997 y vicepresidenta de los Conservadores de Battersea de 1997 a 1999.
Morgan se presentó sin éxito a la circunscripción de Islington South y Finsbury en las elecciones generales de 2001. Fue seleccionada como candidata del Partido Conservador para el escaño parlamentario de Loughborough en 2004, pero fue derrotada por el titular laborista en las elecciones generales de 2005, aunque logró una oscilación del 5% entre los laboristas y los conservadores, frente a una media nacional del 3,1%. Esto convirtió a Loughborough en el escaño más marginal de East Midlands. Morgan fue reelegida para el escaño de Loughborough en 2006.